# 科尔塞
科尔塞（法語：Corsept，法語發音：[kɔʁsɛ]）是法国大西洋卢瓦尔省的一个市镇，位于该省西部，卢瓦尔河左岸，属于圣纳泽尔区。

## 地理
科尔塞（47°16'39"N, 2°3'33"W）面积23.62 平方千米，位于法国卢瓦尔河地区大区大西洋卢瓦尔省，该省份为法国西北部沿海省份，位于布列塔尼半岛东南部，北起伊勒-维莱讷省，西北接莫尔比昂省，西临大西洋，南至旺代省，东临曼恩-卢瓦尔省。
与科尔塞接壤的市镇（或旧市镇、城区）包括：潘伯夫、圣布雷万莱潘、雷地区圣佩尔。
科尔塞的时区为UTC+01:00、UTC+02:00（夏令时）。

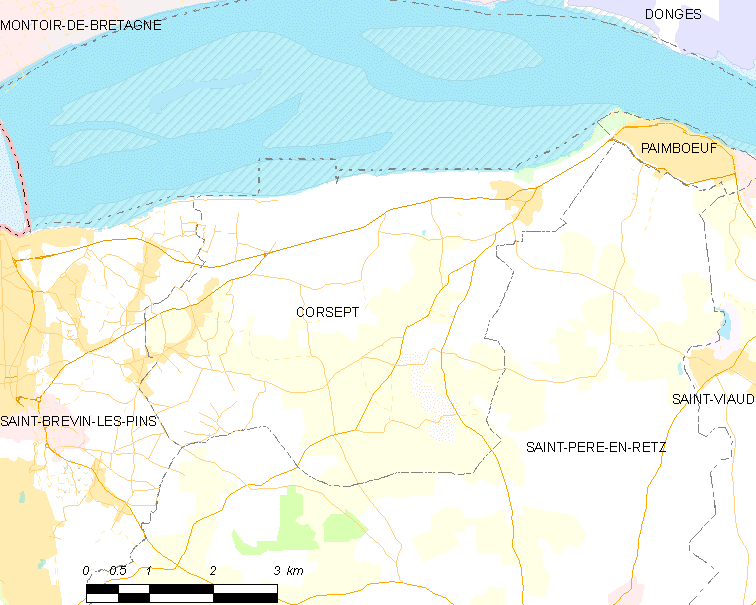
科尔塞的OSM定位图

## 行政
科尔塞的邮政编码为44560，INSEE市镇编码为44046。

## 政治
科尔塞所属的省级选区为圣布雷万莱潘县。

## 交通
大西洋卢瓦尔省省道D77线、D96线、D97线和D277线经过境内。

## 人口

1962-2008年间科尔塞人口变化图示

科尔塞于2022年1月1日时的人口数量为2615人。